# Bohdan Lachert
Bohdan Lachert (* 13. Juni 1900 in Moskau; † 8. Januar 1987 in Warschau) war ein polnischer Architekt, Warschauer Hochschullehrer und bedeutender Vertreter des polnischen Modernismus.

## Leben
Nach seinem Schulabschluss in Moskau studierte Lachert Architektur in Warschau. Im Anschluss wurde er Mitglied der Gruppe Praesens und freundete sich mit Józef Szanajca an. Im Jahr 1927 nahmen sie gemeinsam am Wettbewerb um den Sitz des Völkerbundes in Genf teil; auf der Internationalen Ausstellung für Kunst und Technik (Exposition internationale des arts et des techniques dans la vie moderne Paris) erhielten sie 1935 eine Auszeichnung (“Grand Prix”) für den polnischen Pavillon. Während der Besatzungszeit im Zweiten Weltkrieg gründete Lachert mit den Architekten Barbara Brukalska, Stefan Tworkowski, Jerzy Gomóliński und Zasław Malicki die Gruppe „Piatka konspiracyjna“ (deutsch: Konspirative Fünf). Diese Gruppe entwickelte Pläne zur Neubebauung der Aleje Jerozolimskie. Lachert lehrte auch an der im Untergrund fortgeführten Warschauer Architekturfakultät.
Ende des Krieges befand Lachert sich in Lublin. Bereits am 28. Januar 1945 wurde er von der Lubliner Regierung mit Józef Sigalin und Lech Niemojewski nach Warschau geschickt, um dort im Büro zum Wiederaufbau der Hauptstadt (BOS) zu arbeiten. Seit Februar war er dort als Leiter der Abteilung für Architektur- und Ingenieurwesen tätig. Von 1948 und 1952 entwarf und baute er die Siedlung Muranów, die anstelle des vormaligen Warschauer Ghettos errichtet wurde. Während der Arbeiten an der Siedlung wurde die Doktrin des Sozialistischen Realismus eingeführt, in dessen Folge Lachert gezwungen war, sein Projekt zu überarbeiten. Ab 1948 war Lachert Lehrstuhlinhaber für Industrie-Entwurf an der Warschauer Politechnika. 1950–1954 war er Dekan der Architekturfakultät der Politechnika Warszawska. 1984 wurde er mit dem Ehrenpreis der Architektenverbandes SARP (Honorowa Nagroda SARP) ausgezeichnet.

### Bauten (Auswahl)
- Szyller-Villa in Warschau
- Mehrfamilienhaus in der Ulica Francuska 12, Warschau
- Skulptur von Józef Szanajca
- Postgebäude in der Warschauer Ulica Targowa
- Eckgebäude Ulica Chmielna 2
- Gebäude der Bank PKO in Warschau
- Kino Muranów als Bestandteil der Siedlung Muranów
- Sowjetischer Militärfriedhof in Warschau

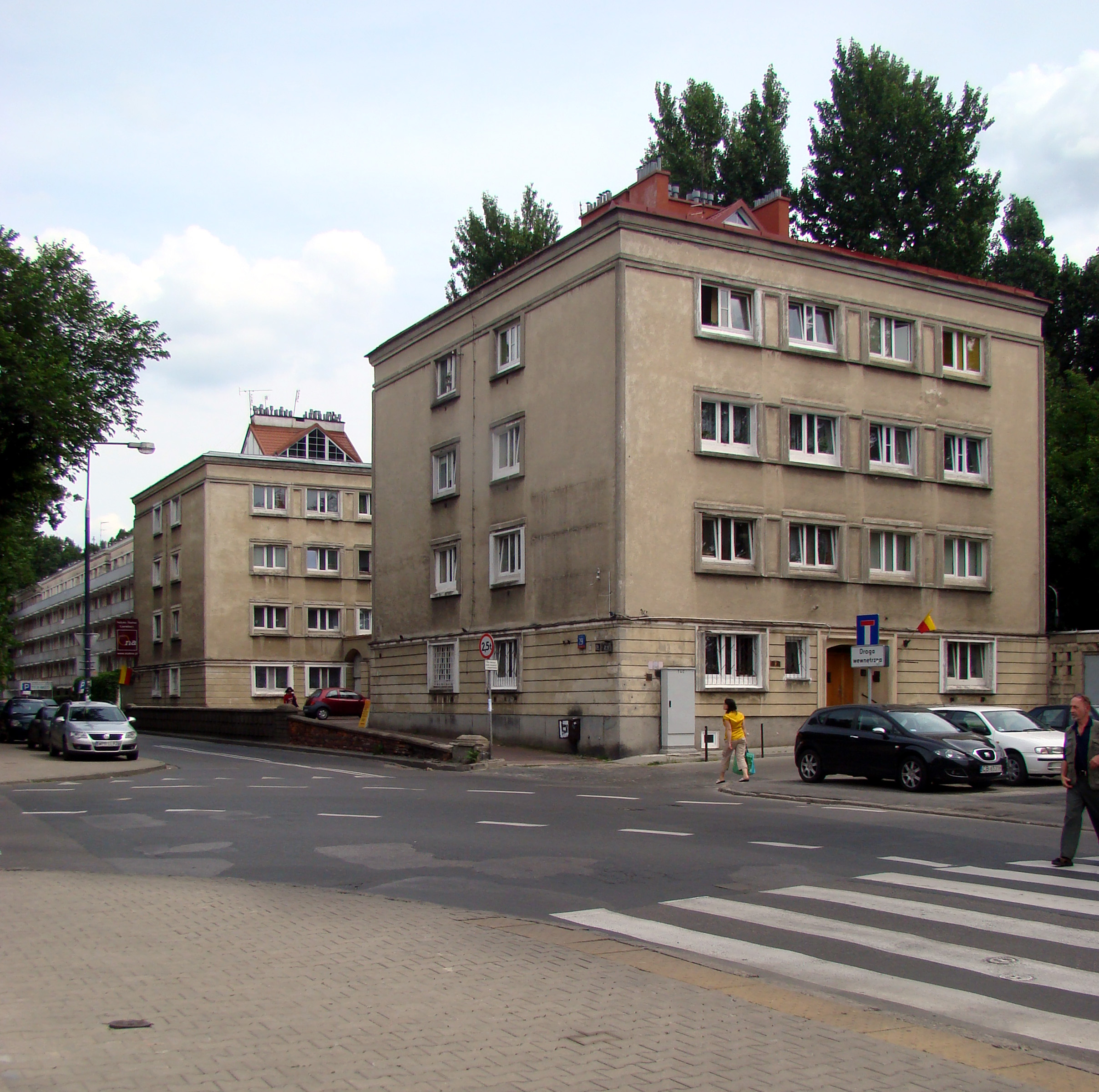
Teil der Siedlung Muranów
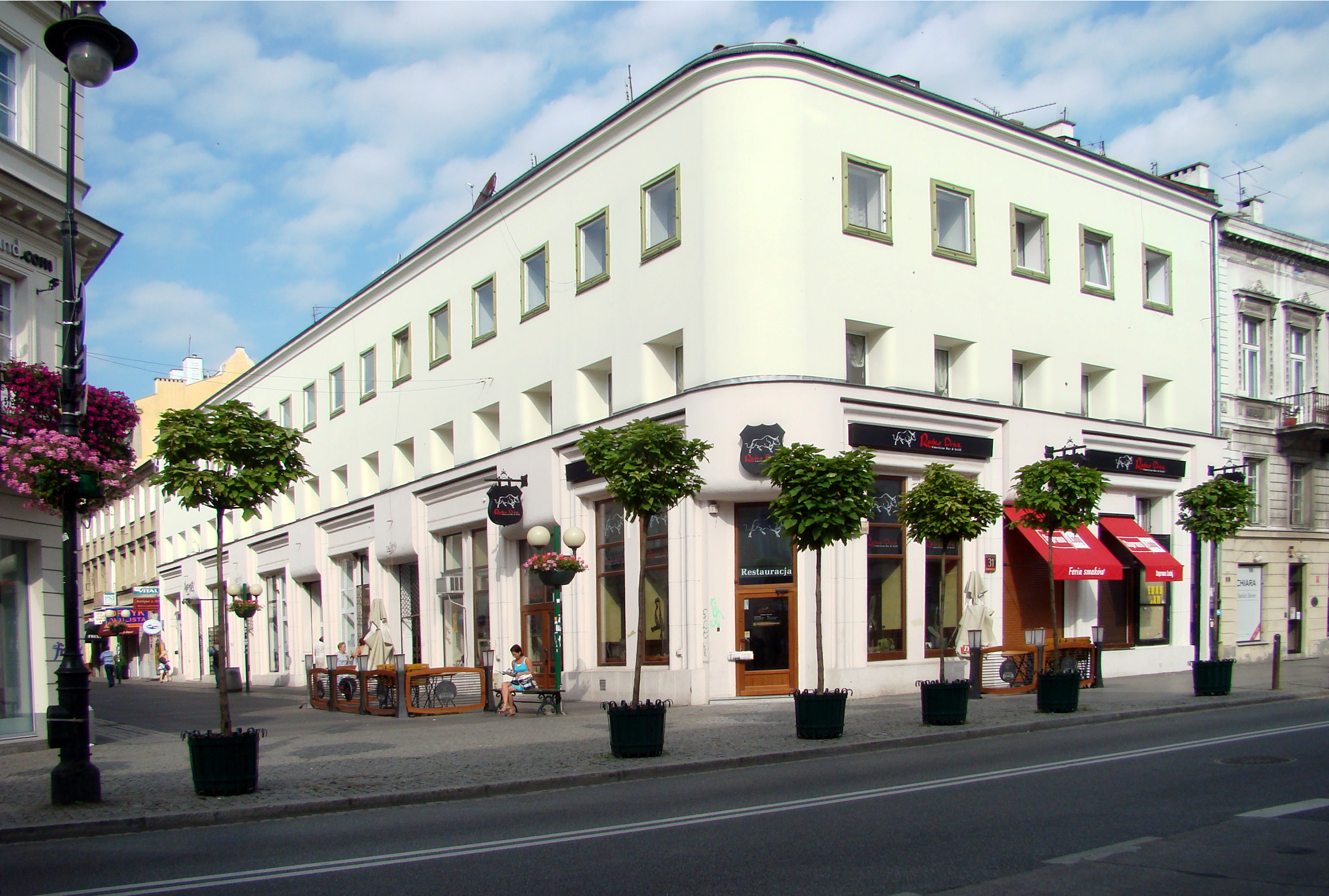
Eckgebäude der Straßen Chmielna und Nowy Świat
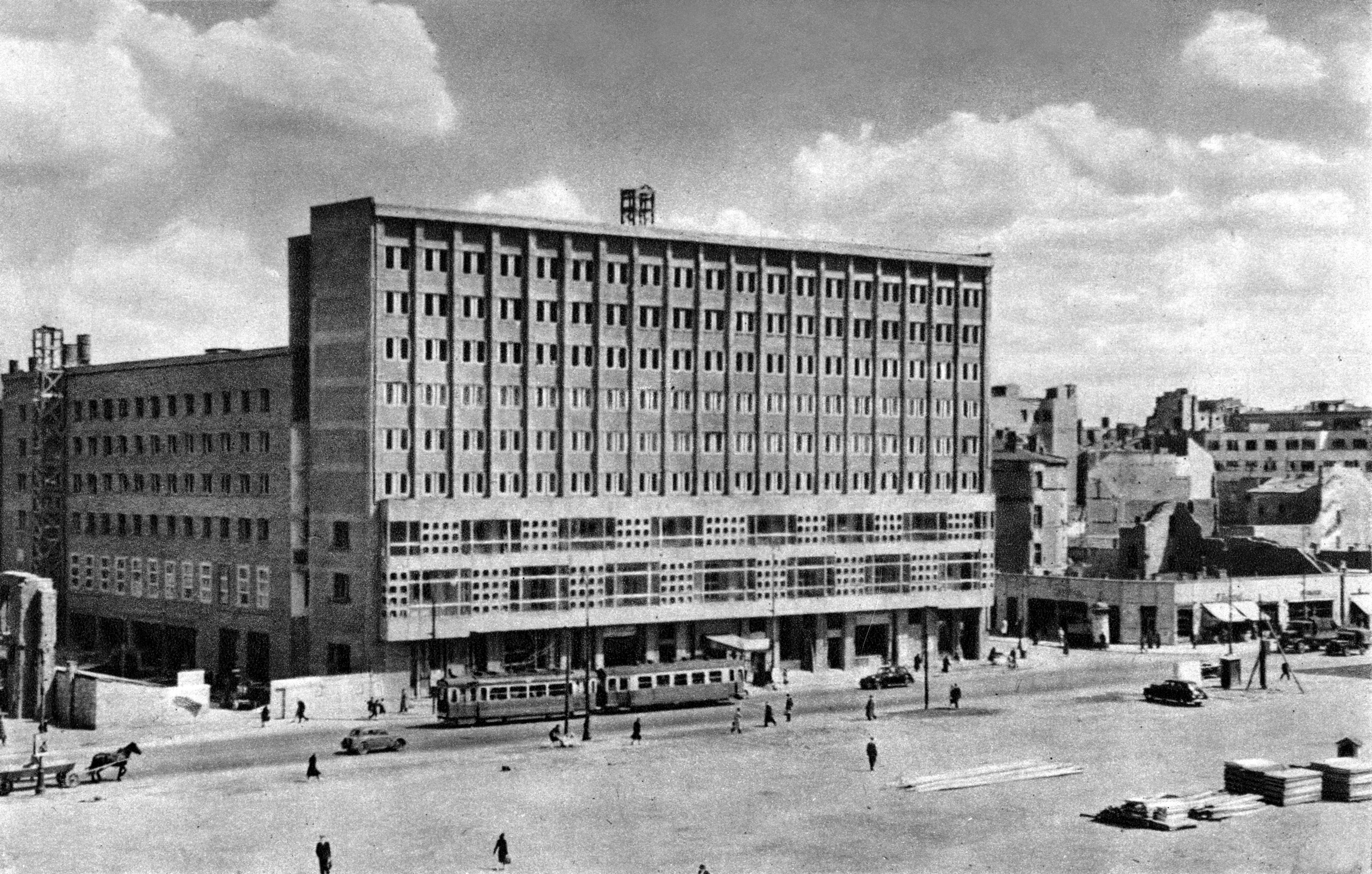
Bankgebäude PKO an der Ulica Sienkiewicza
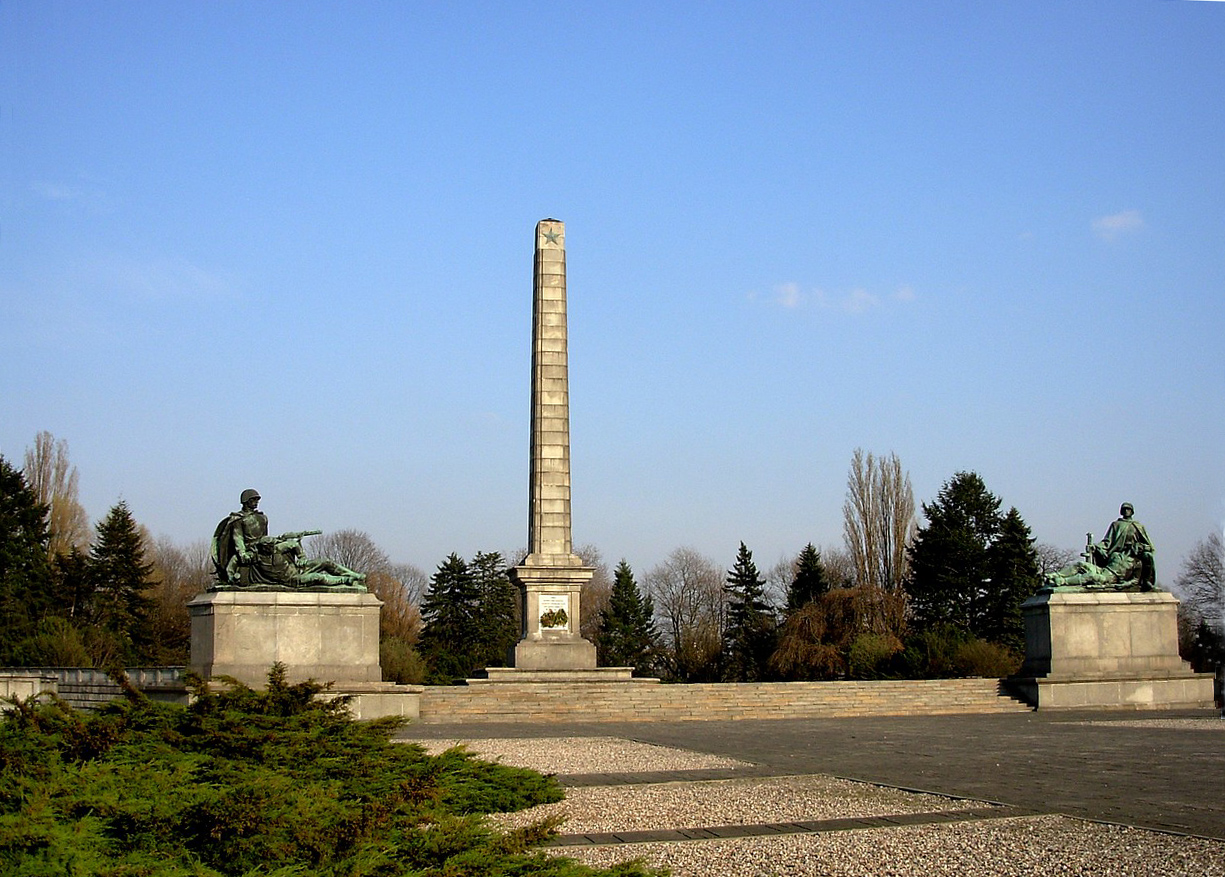
Sowjetischer Soldatenfriedhof